# HMAS Elwing
HMAS „Elwing” (FY42) – australijski holownik używany w okresie II wojny światowej przez Royal Australian Navy (RAN).

## Historia
Holownik „Elwing” został zbudowany w 1933 w Rockhampton dla Rockhampton Harbour Board. Statek mierzył 19,44 m długości, 4,78 m szerokości, jego zanurzenie wynosiło 2 m. Statek napędzany był silnikiem wysokoprężnym o mocy 160 KM, jego załoga wynosiła dziesięciu marynarzy.
16 maja 1942 statek został zarekwirowany przez RAN i tego samego dnia wszedł do służby jako HMAS „Elwing”. 26 października 1943 okręt został odkupiony od jego właścicieli, po zakończeniu wojny okręt został wycofany ze służby i sprzedany w maju 1947.
W 2012 ogłoszono, że zgodnie z tradycją według której nowe holowniki RAN-u otrzymują nazwy wcześniej służących holowników nazwa „Elwing” zostanie nadana jednemu z dwóch nowych holowników RAN-u.